# Фойшорул де Фок
Фойшорул де Фок (на румънски: Foişorul de Foc, в превод: пожарна наблюдателница) е сграда в източната част на центъра на Букурещ, столицата на Румъния.
Построена е през 1890 г. като наблюдателна кула за борба с пожарите, замествайки старата кула (Turnului Colţii) от 1715 г., която е разрушена 2 години по-рано. Проектът е дело на Джордже Мандреа, тогавашен главен архитект на града и професор в Архитектурното училище на Букурещ.
Висока е 42 м и е проектирана да изпълнява също и ролята на водонапорна кула за източната част на града. Едва след нейното построяване обаче се разбира, че помпите на водоснабдителната компания не могат да изкачат водата толкова високо.
Използва се по първоначалното си предназначение до 1935 г. В нея е настанен Националният музей на пожарникарите (Muzeul Naţional al Pompierilor) през 1963 г.